# Alfatar
Alfatar (bulgariska: Алфатар) ligger i kommunen obsjtina Alfatar och är huvudort i regionen Silistra i nordöstra Bulgarien. I december 2009 uppgick befolkningen till 1 714 invånare.

### Fotnoter
1. 1 2  Alfatar at GeoNames.Org (cc-by); post uppdaterad 2012-02-28; databasdump nerladdad 2015-11-20
2. ↑  (engelska) Bulgariens nationella statistikinstitut - städer 2009 Arkiverad 13 november 2010 hämtat från the Wayback Machine.